# Поруч з вами (фільм, 1986)
«Поруч з вами» (рос. «Рядом с вами») — украЇнська радянська лірична комедія 1986 року режисера Миколи Малецького. Знята за мотивами оповідань Сергія Баруздіна.

## Сюжет
Про добру фею, яка прагне допомогти всім і кожному. У фільмі — це вісімнадцятирічна Льоля. Після закінчення школи дівчина працює в пральні та нічого ганебного в цьому не бачить. Яке життя, така й фея…

## В ролях
| Актор                       | Роль                       |
| --------------------------- | -------------------------- |
| Галина Самойлова-Лєдогорова | Льоля                      |
| Марина Шиманська            | Саша                       |
| Альгіс Арлаускас            | Костя                      |
| Лариса Кузнєцова            | Вероніка                   |
| Ігор Класс                  | Гаврилушкін                |
| Олександр Пашутін           | дядько Гриша               |
| Маргарита Криницина         | тітка Катя                 |
| Ольга Реус-Петренко         | з видачі тітка Катя        |
| Діма Оськін                 | Сьома Дятлов               |
| Лілія Гриценко              | Елеонора Савицька          |
| Геннадій Кринкін            | Олег Миколайович           |
| Людмила Сосюра              | дружина Олега Миколайовича |
| Ольга Анохіна               | мати Сьоми                 |
| Борис Лук'янов              | дідусь дівчинки            |
| Валентина Івашова           | бабуся дівчинки            |
| Олександр Бєліна            | тато дівчинки              |
| Елла Семочкіна              | мати дівчинки              |
| Володимир Коршун            | літній футболіст           |
| Лідія Чащина                | клієнтка                   |
| Олексій Довгань             | хлопець в кафе             |
| Аліція Омельчук             | завмаг                     |
| Марія Капніст               | технічка в школі           |
| Наталія Ковязіна            | класний керівник           |
| Юрій Крітенко               | директор школи             |
| Олена Чекан                 | вчителька                  |
| Сергій Іванов               | вчитель фізкультури        |
| Віктор Андрієнко            | хам в цирку                |
| Наталія Панчик              | епізод.                    |

## Знімальна група
- режисер-постановник: Микола Малецький
- сценарист: Лариса Прус
- композитор: Вадим Храпачов
- оператор-постановник: Ігор Бєляков
- художник-постановник: Вячеслав Єршов
- монтажер: Таїса Кряченко
- звукооператор: Богдан Міхневич
- режисер: В. Комісаренко
- оператори: Г. Красноус, А. Москаленко
- художник по костюмах: Л. Черемних
- гример: Ю. Клименко
- асистенти режисера: І. Гуляєва, О. Юревич
- адміністративна група: О. Пузько, Л. Цалюк, А. Смиродинський
- майстер-світлотехник: Л. Шило
- постановка світла: А. Кучаковська
- редактор: Юрій Морозов
- директор картини: Олександр Шепельський